# Freeport-McMoRan
Фрипорт-МекМоРан, често назван Фрипорт, је рударска компанија са седиштем у Фрипорт-МекМоРан центру, у Финиксу, Аризона (Phoenix, Arizona) .

## Историја
Садашња компанија настала је 1981. спајањем Фрипорт Минералс (Freeport Minerals), некадашње тексашке компаније Фрипорт Сумпор (Texas Freeport Sulphur Company) и МекМоРан Оил & Гас Цомпани (McMoRan Oil & Gas Company), која постаје Фрипорт-МекМоРан.

### Рана историја
Компанија Фрипорт Сумпор (Freeport Sulphur Company) основала је 12. јула 1912. године,основао је најстарији син Свантеа Магнуса "ЕМ" Свенсон, банкар Ерик Пиерсон Свенсо (Svante Magnus "E.M." Swenson, banker Eric Pierson Swenson), са групом инвеститора, ради развоја рударства сумпора у сланој куполи, Бриан Моунд, дуж обале америчког залива . Фрипорт, Текас, такође је основан у новембру 1912. године, ради смештања радника, и служи као лука за Хјустон, ривали су Галвестону и Корпус Кристи.
Фрипорт је минирао сумпор дуж обале Залива користећи Фрашчев поступак, чији су патенти истекли 1908. године. Раније, оснивач компаније Унион Сумпор Компани ( Union Sulphur Company)и власник патента Херман Фраск уживао је на том поступку. Компанија је постала позната као Фрипорт Сулпхур (Freeport Sulphur), касније је променила назив корпорације у Фрипорт Минералс (Freeport Minerals) .
1922. године Фреепорт почео је производити сумпор из Хоскинс Моунд у округу Бразориа, Текас . ‍:111–117

### Фрипорт Тексас Компани
Предузеће које ће подржати пословање Фрипорт Сумпора (Freeport Sulphur) и инфраструктуру новог града довело је до оснивања компаније 30. септембра 1913. године, да би се новији имовини придружио компанији Фрипорт Сумпор. Званичници нове компаније, компаније Фрипорт Текас (Freeport Texas Company), били су:
- Ерик. П. Свенсон, председник и директор (оснивач Фрипорт Сумпора, син Свантеа М. Свенсон-а )(Eric. P. Swenson, President and Director) (Freeport Sulphur founder, son of Swante M. Swenson)
- Едвард Е. Дицкинсон, потпредседник и директор
- ФМ Алтз, секретар
- Сванте М. Свенсон, благајник (син Ерик П. Свенсон)
- Чарлс Х. Финдлаи, ревизор (син Хуа Финдлаиа и његове треће супруге, Мари Елен Смитх)
- Ричард Х. Вилиамс, директор (син Рицхард Х. Вилиамс )
- Хари К. Кнап (Harry K. Knapp), директор
- Самуел МекРобертс (Samuel McRoberts), директор
- Чарлес П. Нортхроп (Charles P. Northrop), редитељ
- Чарлес А. Стоне (Charles E. Herrmann), редитељ
- Френк А. Вандерлип (Charles E. Herrmann), директор
- Сидел Тилгхман, директор (син генерала Ллоида Тилгхмана )
- Епа Хунтон, Јуниор., директор (син покојног сенатора Виргиније, Бриг, ген. Еппа Хунтон )
- Чарлс Е. Херман (Charles E. Herrmann), директор.[1][6]

Главна актива нове корпорације наведена је као:
- Фрипорт Сумпор
- Фрипорт Гас Ко.
- Фрипорт Транспортно предузеће за сумпор
- Фрипорт Товн Сите Ко.
- Фрипорт Терминал Ко.
- Фрипорт Лигт, вода и лед Ко.
- Соутх Текас Стеведоре Ко.
- Ла Еспуела Оил Ко.
- Социете Импорт ет ла Венте дес Соуфрес
- Хјустон и Бразоз Валеи Ри [7]

1919. године, мањински акционари Џон Р. Вилиамс &amp; Сонс (John R. Williams & Sons), Прва национална банка Римонда, потпредседник Вирџиније, ВМ Едисон, Бењамин П Алсопп, ЕЛ Нортон и Самуел В. Траверс, тражили су од посредника да их користе на годишњем састанку акционара 5. априла., тврдећи, према извештајима, да им је „управа одбила одговарајуће информације у вези са имовином. Предсједник ЕП Свенсон не гира да су тиме ускраћени подаци и каже да одбор који представља доминантне интересе тренутно нема слободних места. " 

### 1928. - 1931. борба против акционара
1928. године, акционари и радници једне од оснивачких инвестиционих компанија, Џон Лангбоурне Вилиамс (John Langbourne Williams)& Сонс, Лангбоурне Мејде Вилиамс, Јр., (Langbourne Meade Williams, Jr.) Покренули су проки борбу за контролу компаније. Затим је 1929. године потражио помоћ свог бившег супервизора у Ли, Хигинсон &amp; Ко., ЈТ Клаиборна, који је тада уписао службеницу Џон Хаи Витнеј - који је постао један од најбогатијих људи у Америци након смрти његовог оца, Пејн Витнеиј 1927. године. Вилиамс је на крају стекао контролу над компанијом од оснивача Свенсон-а, постајући њен председник 1931. године, са Клаиборном као потпредседником, а Витнеј као председавајућим. Вилиамс је такође био председавајући током 1958 - 1967.
Вилиамс је водио диверзификацију компаније, почевши од куповине лежишта мангана у провинцији Ориенте (Oriente Province) на Куби(Cuba).

### 1930-те
Године 1932, Фрипорт сумпора компанија стекла право сумпора за Лаке Гранде Екаиле и околини у Плакуеминес Парисх, Луисиана, а ескалирао развој депозита сумпора у Гранд Ецаилле куполом 1933. године, и даље користи Фраск процес развијен од стране др Херман Фраск, који је 1895. године придружио компанији Америцан Сумпор Компани у партнерство, формирајући Унион Сумпор Компанија, како би иницирао први успешан рударство сумпора у Гранд Екаилеу, са којим ће Фрипорт, као и остали конкуренти, конкурисати по истеку Фрасцх патената 1908. Од својих најранијих почетака, ископавање сумпора било је катализатор који је развио Порт Сумпора у Луизијани .

### 1950-те
Компанија је производила никл током Другог светског рата и калијума 50-их година. 1955. године Фреепорт Ницкел је уложио 119 милиона долара, од чега је 100 милиона долара стигло од владе САД, у изградњу рудника никал- кобалта у заливу Моа, на Куби, и рафинерије у Порт Ницкел-у, Лоуисиана . 11. марта 1957. америчка влада објавила је уговор о куповини никла и кобалта од компаније.
Компанија је 1956. формирала нафтну компанију Фреепорт. 1958. године компанија је продала откриће нафте у близини језера Вашингтон у Луизијани за приближно 100 милиона долара компанији Магнолиа Петролеум Компани .
1959. године, геолози из Фрипорта потврдили су откриће холандских 1936. године богатих лежишта бакра и злата из Ертсберга, данас познатих као рудник Грасберг, у изузетно робусној, забаченој земљи у планинама Јавија, у тадашњој зони Холандија Нова Гвинеја .

### 1960-е
- 1960. године Фидел Кастро је увео порез од руде од 25%, ефективно национализујући и искористивши Фрипортове операције ископавања никла на Куби.[17][20]
- 1961. године компанија је ушла у посао са каолином након куповине имовине Јужна Глина.[16] Компанија је 1964. основала аустралијски Фрипорт како би искористила могућности за рударство тамо и у окружењу Тихог океана .

#### Развој лежишта Ертсберг
Компанија је 1967. преговарала са индонежанском владом о развоју Ертсберговог лежишта. У својој студији изводљивости, геолози Фреепорт-а проценили су да је рудно тело укупно имало 33 милиона тона, просечно 2,5% бакра, што га чини највећим надземним лежиштем бакра икада откривеним. Изградња рудника отворене јаме почела је у мају 1970. године и средином 1973. рудник је проглашен за потпуно оперативан. Званичници компаније Бецхтел, главни извођач пројеката, назвали су развој рудника у Ертсбергу "најтежим инжењерским пројектом који су икада предузели". Изазови су укључивали изградњу 101 km (63 mi) дугачак прилазни пут (пројекат који је захтевао досадне километре дуге тунеле кроз две планине) и изградња најдужег ваздушног трамваја са једним распоном на свету. Трамвајске пруге биле су потребне за премештање људи, залиха и руде јер је 2.000 ft (610 m) литица раздваја рудник Ертсберг 12.000 ft (3.700 m) уздигнуће) од млина (на 10.000 стопа). Премештање бакарног концентрата из тог млина до отпремног лука захтевало је постављање у 109 km (68 mi) од 109 km (68 mi) муљ цевовод - онда је свет најдужи. Изградња и покретање рудника коштали су око 200 милиона УСД. Пројект Ертсберг био је инжењерски чудо, али рани финансијски резултати рудника су били разочаравајући. Снижене цене бакра и високи оперативни трошкови одржавали су маргиналне профите током 1970-их.
1969. основано је истраживање компаније МекМоРан, која би се 1981. године спојила са Фрипорт Минералс, раније Фрипорт сумпором, да би формирала Фрипорт-МекМоРан.

### 1970-е
1971. године компанија је променила име у Фрипорт Минералс Компани (да се не меша са Фрипорт Минералс Корпоратион, основаном 1834. године).

### 1980-е
1981. године компанија Фрипорт Минералс спојила се са МекМоРан компанијом за нафту и гас. Компанију за нафту и гас МекМоРан основали су 1967. године три партнера, Вилиам Кенон МекВилиамс Јр. ("Мц"), Џејмс Роберт (Џим Боб) Мофет ("Мо"), који су били нафтни геолози, и Мак Ранкин ("Ран ")," специјалиста за закуп земљишта и операције продаје. " 
1981. године, компанија је основала заједничко предузеће 70/30 са подружницом корпорације ФМЦ за управљање рудником злата Јеритт Канион у близини Елка, Невада . 1985. године седиште компаније преселило се у Њу Орлеанс у Луизијани . Компанија је такође продала Бритоилу 25% удела у нафтним и гасним имовинама, пре свега у западним Сједињеним Државама, за 73,5 милиона долара.
Компанија је 1989. продала око 1,5 милијарди долара имовине за финансирање развоја рудника Грасберг и приобалног лежишта сумпор-нафта и гаса Мајн Пас из Луизијане.

### 1990-е
Компанија је 1994. године закључила корпоративно откуп целокупног удела у Фрипорт-МекМоРан Бакар & Злато, чији је власник био рудник Грасберг.
1995. године РТЗ, претходник компаније Рио Тинто Груп, уложио је 450 милиона долара у компанију.
1997. године, ИМЦ Глобал, велики произвођач ђубрива, купио је Фрипорт-МекМоРан, бившу матичну компанију која је сада била компанија за производњу сумпора и ђубрива, трансакцијом од 750 милиона долара. Акционари Фрипорт-МекМоРан добили су акције ИМЦ Глобал-а.
Индонезијска влада тражила је од Фрипорт-а да поткријепи тврдње Бре-Икс-а да је пронашао највећи рудник злата икада откривен. 1997. компанија је објавила да њен потенцијални партнер Бре-Икс није имао резерве злата у својој рудници у Индонезији, како је саопштено. Бре-Икс је након тога изложен превари и банкротирао.
У 1998. години ниске цене робе су присиле компанију да обустави своју дивиденду.

### 2000с
У 2003. години компанија је покренута судском позивом у оквиру истраге антимонополских власти у Сједињеним Државама, Канади и Европи о утврђивању цена у индустрији бакра.
Дана 19. марта 2007. године, компанија је купила Фелс Доџ и постала највећи произвођач бакра било које јавне компаније на свету. Седиште предузећа пресељено је из Њу Орлеанса у Луизијани у Феникс у Аризони .

### 2010-те
У 2012. години компанија је најавила споразуме о куповини придружених компанија МекМоРан Екплоратион Компани и Плаинс Експлотејшон & Продуктион Компани, укупне вредности предузећа преко 20 милијарди долара. Трансакција је значајно додала нафтна средства компаније. Трансакција је критикована као сукоб интереса због заједничког власништва компанија. Током 2015. године компанија је платила 137,5 милиона долара нагодбе да би се решиле тврдње да су руководиоци и директори имали сукоб интереса што је резултирало да је компанија преплатила у тој трансакцији.
Компанија је у 2014. продала имовину у шкриљевцу Еагле Форд Енкани за 3,1 милијарду долара. Током 2015. године компанија је најавила смањење посла у руднику Сиеррита у Аризони због ниских цена бакра и молибдена .
Дана 28. децембра 2015. године компанија је саопштила да ће Џејмс Р. Мофет поднети оставку на место председника компаније и да ће је заменити Џералд Ј. Форд. Мофет је примио 16,1 милион долара отпремнина и пензионих планова у укупном износу више од 63 милиона долара. Мофет је наставио да се консултује са компанијом ради годишњих накнада од 1,5 милиона долара.
У мају 2016. компанија је продала 13% удјела у руднику Моренци Сумитомо Груп за готовину у износу од милијарду долара.
Четврти квартал 2016. године, Фрипорт је продао своје ресурсе из дубоке воде, укључујући Марлин ТЛП, те шпиље Холстеин и Хорн, компанији Анадарко Петролеум Корп.
У августу 2017. компанија је пристала да даде 51% удјела у руднику Грасберг влади Индонезије и изгради топионицу у замену за посебну дозволу за управљање рудником до 2041. године.
У 2018. години компанија се рангирала на броју 176 на листи Фортуне 500 . Током ове године, председник Индонезије Јоко Видодо такође је планирао да преузме контролу над 51% капитала Фрипорт Индонезија, ефективно предајући контролу над контролом Фрипорт Индонезији. Индонезијска влада ће морати да измири плаћања у износу од 3,85 милијарди долара током процеса преузимања. Индонезијска влада финализирала је процес 21. децембра 2018.

## Текуће операције
Фрипорт је највећи светски произвођач молибдена и један од највећих произвођача бакра. У 2015. години 67% прихода остварено је од продаје бакра, 11% од продаје нафте, 10% од продаје злата и 5% од продаје молибдена. У 2015. години продаја Филипсу 66 чинила је 7% укупних прихода компаније.
Неке од рударских операција компаније су следеће:

### Африка
Фрипорт Кобалт има 100-постотни интерес за Кисанфу, пројекат истраживања бакра и кобалта смјештен у близини Тенка. Ова подружница такође поседује велику рафинерију кобалта у Коколу, Финска, заједно са повезаним продајним и маркетиншким послом. ФЦКС има ефективних 56% тог предузећа. Преговори у 2016. о укључивању ових пројеката кобалта у продају кинеском молибдену рудника тенке Фунгуруме Мине, руднику кобалта / бакра у ДРК Конго, нису били успешни.

### Европа
У децембру 2019. године, Фрипорт Кобалт (заједничко улагање између Фрипорт-МекМорана и Лундин Мининга) продао је своју рафинерију кобалта у граду Кокола, Финска, компанији Умикоре. ФЦКС је имао ефективно 56% удела у том предузећу.

### Северна Америка
- Моренци, Аризона (Morenci, Arizona) - 72% у власништву (бакар)
- Багдад, Аризона (Bagdad, Arizona) - 100% у власништву (бакар, молибден)
- Рудник Сиерита, Аризона (Sierrita mine, Arizona) (укључује Твин Буттес & Есперанза) - у 100% власништву (бакар, молибден)
- Мајами, Аризона (Miami,Arizona) - 100% у власништву (бакар)
- Рудник Сафорд, Саффорд, Аризона - 100% у власништву (бакар)
- Рудник Цхино, Санта Рита, Нев Мекицо - 100% у власништву (бакар, молибден)
- Тајрон, Њу Мекико (Tyrone, New Mexico) - 100% у власништву (бакар)
- Рудник молибдена Хендерсон, Емпајер, Колорадо (Henderson molybdenum mine, Empire, Colorado) - 100% у власништву (молибден)
- Рудник Климакс, Лидвиле, Колорадо (Climax mine, Leadville, Colorado) - 100% у власништву (молибден)

### Јужна Америка
- Ел Абра, Чиле (El Abra, Chile) - 51% (бакар) [50]
- Церо Верде, Перу (Cerro Verde, Peru) - 53,6% у власништву (бакар, молибден)

### Европа
- Атлантик Копер, Хуелва, Шпанија (Atlantic Copper, Huelva, Spain) - рафинерија бакра у 100% власништву [51]
- Грасберг, провинција Папуа, Индонезија (Grasberg, Papua province, Indonesia) - 49% у власништву (бакар, злато, сребро)

## Претходни фондови
- Рудник кањона Јерит, у близини Елка, Невада (Elko, Nevada) произвео је више од 8 милиона унци злата од 1981. године.[52] Првобитно је заједничко улагање Фрипорт МекМоРан-а (ФЦКС) са корпорацијом ФМЦ, затим ФМЦ злато (FMC Gold), затим Меридиан Голд, удео компаније Јерит Канион из Фрипорта, затим продато компанији Индепенденце Мајнинг Ко., подружници Минорца (подружнице Англо Америцан Цорпоратион ). Касније је Минорко (Minorco) све своје имовине за ископавање злата одузео компанији АнглоГолд. АнглоГолд (AngloGold) и Меридиан Голд (Meridian Gold) продали су рудник компанија Куеенстаке Ресоурцес 2003. године. Кинстаке и Иукон Голд корп су се 2007. године спојили у Иукон-Невада Голд, који је 2012. постао Верис Голд. Верис Голд пословао је у складу са америчким Кодексом банкрота и Законом о банкарским споразумима компанија које се баве банкротом од 9. јуна 2014.[53] Спрот Мајнинг (Sportt Mining) је купио концерн након што је канадски стечајни суд наложио Верису да прода своју имовину.
- Маја 2016, Фрипорт објавио је споразум о продаји својих удела у ТФ Холдингс (TF Holdings) компанији Kина Молибденум Kо., Лтд. (ЦМОЦ) за готовину у износу од 2,65 милијарди долара, а можда и више ако би се просечна цена бакра повећала довољно да потакне повећање у наредна 24 месеца. ТФ Холдингс (TF Holdings) је бермудска холдинг компанија са индиректним власништвом од 80% рудника Тенке Фунгуруме. Будући да је ФЦКС имао 70% власништва над компанијом ТФ Холдингс, продаја је кинеском молибдену дала 56% удела у Руднику гљива Тенке (Tenke Fungurume Mine). Стране су разговарале о рафинерији Коккола и истраживању Кисанфу у продају, али се нису сложиле око услова за то.

## Ранији чланови одбора
Чланови прошлог одбора укључују Хенрија Кисингера, Џа Хаи Витнеја, Роберта А. Ловета, Бена К. Смидта-а Ср., Гуса Лонг-а, Арлеигх-а Буркеа, Ј. Стаплетона Рој, Годфреија Рокфелера и његовог рођака, Џин Маузе-а .

## Контроверзе око животне средине, људских права и корупције

### Грасберг Мине
Компанија управља највећим и најпрофитабилнијим копом злата на свету, рудником Грасберг у Папуи, Индонезија .
2005. године Њујорк Тајмс је (New York Times) известио да је компанија платила локалним војним и полицијским генералима, пуковницима, бојницима и капетанијама и војним јединицама, укупно скоро 20 милиона УСД између 1998. и 2004. године. Једна особа добила је и до 150.000 УСД. Исплате су имале за циљ да обезбеде резерву. Компанија је одговорила да исплате нису намењене појединцима, већ инфраструктури, храни, становању, гориву, путовањима, поправкама возила и накнадама за покривање случајних и административних трошкова. Према извештају, анонимни извори унутар компаније такође су тврдили да је председник компаније Џејмс Р. Моффет уљудио индонежанског диктатора Сухарта (Suharto) и "своје другаре", разрешући их на склапање уговора. Каже се да је други запослени радио у програму за надгледање е-маилова и телефонских разговора еколога у сарадњи са индонезијским официрима војне обавештајне службе.
Јаловишта мине Грасберг "снажно су погодила" више од 11 sq mi (28 km2) прашуме, према ревизији заштите животне средине Дамес и Мооре из 1996. године. Извештај, који је одобрио Фрипорт, такође је проценио да ће током живота рудника 3,2 милијарде тона стене - чији велики део ствара киселину - бити одбачено у локални речни систем. Прекомерна гомила (отпадна стијена) из рудника загађивала је оближње језеро због одводње киселих мина .
Наводећи велику, дугорочну и неповратну штету по животну средину у Новој Гвинеји, Владин пензиони фонд Норвешке искључио је Фрипорт-МекМоРан из свог инвестиционог портфеља, на основу препоруке етичког савета фонда.

#### Подаци о људским правима у Индонезији
Компанија је потписник Добровољних принципа о безбедности и људским правима. Међутим, компанија је оптужена да је финансирала владу Индонезије за осигурање резерве милитаристичким угњетавањем домородачког народа западног Папуа .

### Еколошка евиденција
На основу података из 2014, Институт за политичку економију заузео је Фрипорт-МекМоРан на 13. месту међу корпорацијама које у САД емитују загађиваче у ваздуху. Рангирање се заснива на количинама емисија и токсичности. Током 2012. године, компанија је платила казну од 6,8 милиона долара Министарству унутрашњих послова Сједињених Држава за загађење у компанијском руднику бакра Моренци у југоисточној Аризони.